# Another Sad Love Song
Az Another Sad Love Song Toni Braxton amerikai énekesnő első, Toni Braxton című albumának második kislemeze. A közepes tempójú R&B-dal lett Braxton első Top 10 dala a Billboard Hot 100 amerikai slágerlistán (7. helyezés), az első slágere az Adult Contemporary listán (8. hely) és majdnem listavezető lett a Hot R&B/Hip-Hop Singles listán is, ahol a 2. helyig jutott. Az Egyesült Királyságban a 15. helyre került a listán.
A videóklipből két változat készült, az egyiket fekete-fehérben forgatták, és a dal albumváltozata szól alatta, a másik színes és egy remixhez készült. Mindkettőt gyakran játszották 1993 nyarán.
Az Another Sad Love Songért kapta Braxton első Grammy-díját, legjobb női R&B-előadás kategóriában (1994).

## Változatok
CD kislemez (USA; promó)
1. Another Sad Love Song (Radio Edit) – 4:13
2. Another Sad Love Song (Album Version) – 5:01
3. Another Sad Love Song (Album Instrumental) – 5:02

CD kislemez (Egyesült Királyság)
1. Another Sad Love Song (Radio Edit) – 4:13
2. Give U My Heart (Album Radio Edit) – 4:09
3. Another Sad Love Song (Smoothed Out Version) – 4:23
4. Another Sad Love Song (Album Version) – 5:01

CD kislemez (Egyesült Királyság)
1. Another Sad Love Song (Album Version) – 5:01
2. Another Sad Love Song (Remix Radio Edit) – 4:43
3. Another Sad Love Song (Extended Remix) – 5:28
4. Another Sad Love Song (Smoothed Out Version) – 4:23

CD kislemez (Németország)
1. Another Sad Love Song (Remix Radio Edit) – 4:40
2. Another Sad Love Song (Smoothed Out Version) – 4:23
3. Another Sad Love Song (Extended Remix) – 5:28
4. Another Sad Love Song (Album Version) – 5:01

CD kislemez (USA)
1. Another Sad Love Song (Remix Radio Edit) – 4:40
2. Another Sad Love Song (Extended Remix) – 5:27
3. Another Sad Love Song (Smoothed Out Version) – 4:23
4. Another Sad Love Song (Remix Instrumental) – 5:01
5. Another Sad Love Song (Album Version) – 5:01

CD Collector’s EP (Egyesült Királyság)
1. Another Sad Love Song (Album Version) – 5:01
2. Breathe Again (Live from The Apollo) – 4:30
3. Best Friend (Album Version) – 4:28
4. Give U My Heart (Boomerang Album Version) – 5:04

12" maxi kislemez (USA)
1. Another Sad Love Song (Extended Remix) – 5:28
2. Another Sad Love Song (Remix Radio Edit) – 4:43
3. Another Sad Love Song (Remix Instrumental) – 5:01
4. Another Sad Love Song (Album Version) – 5:01

12" maxi kislemez (Egyesült Királyság)
1. Another Sad Love Song (Extended Remix) – 5:28
2. Another Sad Love Song (Remix Radio Edit) – 4:43
3. Another Sad Love Song (Smoothed Out Version) – 4:23
4. Another Sad Love Song (Album Version) – 5:01

Videókazetta (USA, promó)
1. Another Sad Love Song (videóklip)
2. You Mean the World to Me (videóklip)
3. Breathe Again (videóklip)

## Helyezések
| Slágerlista (1993)                             | Legmagasabb helyezés |
| ---------------------------------------------- | -------------------- |
| USA Billboard Hot 100                          | 7                    |
| USA Billboard Hot R&B/Hip-Hop Singles & Tracks | 2                    |
| USA Billboard Adult Contemporary               | 8                    |
| Német kislemezlista                            | 60                   |
| Slágerlista (1994)                             | Legmagasabb helyezés |
| Brit kislemezlista                             | 15                   |